# Алфавіт, чи Абетка миру
«Алфавіт, чи Абетка миру» («Разговор, называемый алфавит, или Букварь мира») — філософський трактат Григорія Сковороди, написаний у другій половині 1774 року. Вперше опубліковано у 1894 році. У творі Сковорода трактує науку про «нерівну рівність», про «сродність», розглянувши по черзі «сродності» до землеробства, вояцтва та богослів’я. Сковорода власноруч змалював тут низку гравюр з російськомовної книжки символів та емблем «Symbola et emblemata». Місцезнаходження оригіналу рукопису невідоме. В Україні зберігаються фотокопії.

## Зміст
Твір розпочинається «Піснею» та листом до знайомого. Автор порушує проблему, яку розв’язує в диспуті п'яти осіб. Диспут розпочинається з оцінки учасниками (друзі Григорій, Яків, Афанасій, Лонгін, Єрмолай) найрізноманітніших професій і роздумів, яка має бути найголовнішою, найпрестижнішою. Далі автор подає байку про котів, притчу, розповідь про вибір професій. Диспут веде до розуміння, що людина може бути щасливою за умови, якщо обере професію, що відповідає її покликанню — споріднену працю. Для цього треба насамперед пізнати себе. Пізнавши себе, пізнаєш природу. Пізнавши природу, зрозумієш, який вибір мусиш зробити, аби бути щасливим. Так само й щастя полягає у пізнанні й вдосконаленні природних здібностей, а не в гонитві за чинами і багатством. 

## Малюнки

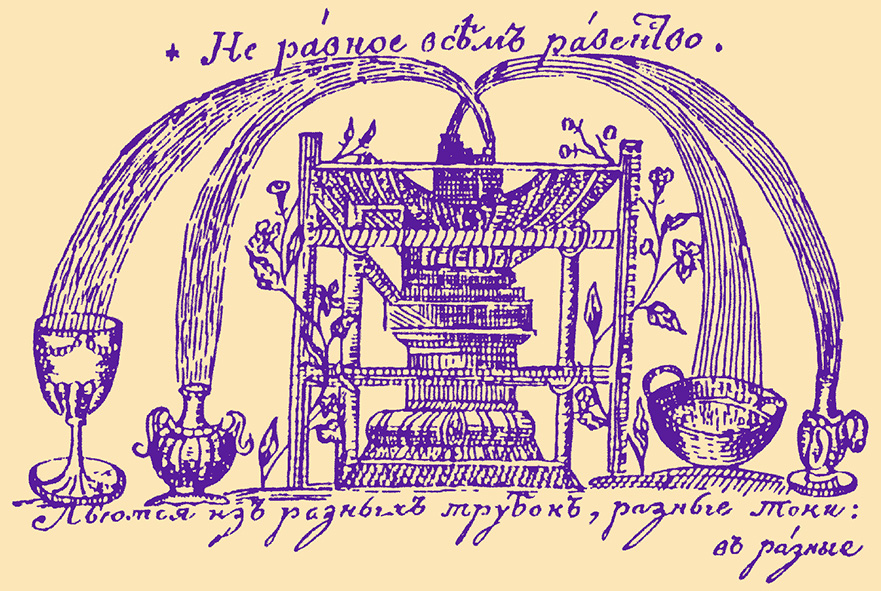
Фонтан нерівної рівності, який намалював Сковорода

Григорій Сковорода відтворив п’ятнадцять гравюр із російської книжки «Symbola et emblemata selecta» як ілюстративний матеріал до розмови героїв діалогу стосовно прихованої в них мудрості з «языческой богословіи». «Symbola et emblemata», що вперше вийшла друком у 1705 році, укладена на основі збірки «Девізи й емблеми…» Даніеля де ла Фея — книги, яка була популярна у XVII–XVIII ст. Багато з відібраних Сковородою зображень пов’язані з відомими сюжетами античної міфології.
Ще один малюнок рукопису, окремо від решти, зображає фонтан, який наповнює чотири різні за об'ємом чаші, з підписом «Не равное всѣмъ равенство». До малюнку як вербальне уточнення Сковорода додає: «Бог богатому подобен Фонтану, наполняющему различные сосуды по их вмѣстности». Леонід Ушкалов припускає, що ця конструкція «явно навіяна емблематикою, тобто якоюсь картиною на зразок 18-ої емблеми (Quantum volebant — Ів.6: 11) у книзі Гайнріха Енгельграве «Lux evangelica…», де чудо нагодування Христом п’яти тисяч людей змальоване у вигляді фонтану й розташованих довкола нього посудин».